# 池島村
池島村（いけしまむら）は、大阪府中河内郡にあった町。現在の東大阪市新池島町・池島町にあたる。

## 地理
- 河川：恩智川

## 歴史
- 1889年（明治22年）4月1日 - 近世以来の河内郡池島村単独で町村制施行。河内郡枚岡南村と町村組合を結成し、枚岡南村大字六万寺に組合役場を設置。
- 1896年（明治29年）4月1日 - 郡の統廃合により、所属郡が中河内郡に変更。
- 1929年（昭和4年）4月1日 - 中河内郡枚岡南村と合併して縄手村が発足。同日池島村廃止。

## 現在の旧村域
概ね現在の新池島町・池島町に該当し、東大阪市立池島中学校の学区にあたる。